# Isopoder
Isopoder (tidligere ringkrebs) er en orden inden for krebsdyrene og omfatter blandt andet bænkebidere og tanglus.
Modsat mange andre krebsdyr har isopoderne ikke skjold og leddelingen kan ses. De fleste arter lever i saltvand, undtagelsen er arterne i den landlevende underorden Oniscoidea og den ferskvandslevende slægt Asellus.
Mens mange isopoder er små, findes der dog også dybhavslevende isopoder inden for slægten Bathynomus, som kan være omkring 70 centimenter lange.